# Belle Époque (groupe)
Pour les articles homonymes, voir Belle Époque (homonymie).
Belle Époque est un groupe français de disco, actif entre 1976 et 1979. Il est formé et composé de la chanteuse française Evelyne Lenton (de son vrai nom Évelyne Verrecchia), ancienne étoile du yéyé sous le nom d'Evy, de son frère, le producteur Albert Weyman (Albert Verrecchia), et, à l'origine, de ses choristes, la cap-verdienne Giusy Fortes et l'américaine Marzia Thear.
Le groupe connaît plusieurs grands succès : Black is Black (no 1 en Grande-Bretagne en 1976), Miss Broadway (no 1 en Grande-Bretagne, no 15 aux États-Unis en 1977). On peut mentionner aussi Bamalama (1978) et Stranger Once Again (1979). En 1982, Evelyne Lenton reprend sa carrière solo et publie deux albums.

## Histoire
Belle Époque se compose de la chanteuse principale Evelyne Lenton, une chanteuse française qui commence à enregistrer et à se produire au début des années 1960 sous le nom d'Evy, et de deux choristes. À l'origine, les choristes étaient Jusy Fortes (également connue sous le nom de Judy Lisboa), originaire du Cap-Vert, et Marcia Briscoe (également connue sous le nom de Marcia Briscue), originaire d'Atlanta, en Géorgie. Cependant, au fil du temps, comme le note Lenton, « les filles ont continué à changer en fonction des circonstances. »
Le trio connait un grand succès européen en 1977 avec sa reprise disco de Black is Black. La version de Belle Epoque s'est classée parmi les dix premiers dans de nombreux pays européens, y compris à la deuxième place du UK Singles Chart (la même place que la version originale de Los Bravos avait atteinte 11 ans plus tôt). La chanson se classe également no 1 en Australie en 1978.
Aux États-Unis, Belle Époque est plus connu pour une autre chanson, Miss Broadway, qui se classe à la 26e place du US R&B et à la 92e place du Billboard Hot 100 en 1978. Miss Broadway et Black is Black se sont tous deux hissent à la 21e place du Billboard's National Disco Action Top 40 à l'été 1977. D'autres succès en Europe continentale suivent à la fin des années 1970. Lenton recommence à enregistrer en solo en 1983, bien qu'elle ait travaillé avec des producteurs de musique contemporaine pour créer des remixes de Black is Black et Miss Broadway. 
En 1992 sort un album sous le nom d'Evelyne Lenton et Belle Époque. Le groupe se reforme cependant pour son 30e anniversaire en 2006, le temps d'un disque. En dehors de Black is Black et de quelques classiques du rock des années 1950, qui sont des reprises, les titres de Belle Époque sont, en grande partie, écrits et composés par Evelyne Lenton et Albert Weyman.

## Discographie

### Albums studio
- 1977 : Miss Broadway
- 1978 : Bamalama
- 1979 : Now